# Kungsportsavenyn
Kungsportsavenyn (Aleja Bramy Królewskiej) zwana w skrócie Avenyn to główny, reprezentacyjny bulwar Göteborga, przy którym zlokalizowane są ekskluzywne sklepy, restauracje, kawiarnie.
Aleja powstawała w latach 1860–1870 na wzór paryskiej Champs-Élysées. O formie alei rozstrzygnął międzynarodowy konkurs architektoniczny, którego celem było zrealizowanie nowego planu rozwoju urbanistycznego miasta. 
Avenyn ma około 2,5 km długości. Jej krańce sięgają od fos i umocnień obronnych do Götaplatsen – głównego placu miejskiego, gdzie znajdują się budynki instytucji kulturalnych (Muzeum Sztuki, biblioteka miejska, teatr miejski, hala koncertowa) oraz symbol miasta – fontanna z rzeźbą Posejdona Carla Millesa.